# Kanczałan
Kanczałan (ros. Канчалан) – rzeka w azjatyckiej części Rosji, w Czukockim Okręgu Autonomicznym; długość 426 km.
Źródła w Górach Czukockich; płynie w kierunku południowym i południowo-zachodnim; w środkowym i dolnym biegu szeroką, zabagnioną doliną po Nizinie Anadyrskiej, silnie meandrując i dzieląc się na ramiona; uchodzi estuarium (Liman Kanczałowski) do Zatoki Onemen (Morze Beringa) koło miasta Anadyr; żeglowna na odcinku ok. 50 km od ujścia.
Zasilanie mieszane; zamarza od października do czerwca.